# Новостепнянское (Запорожский район)
Новостепнянское (укр. Новостепнянське) — село,
Степненский сельский совет,
Запорожский район,
Запорожская область,
Украина.
Код КОАТУУ — UA23060270040015878. Население по переписи 2001 года составляло 465 человек.

## Географическое положение
Село Новостепнянское находится на расстоянии в 0,5 км от села Новотаврическое (Ореховский район) и в 2,5 км от села Лежино.
Рядом проходит железная дорога, станция Кирпотино в 2-х км.

## История
- 1910 год — дата основания.